# Gabi Müller
Gabriela «Gabi» Müller (* 21. November 1974) ist eine ehemalige Schweizer Kanutin. Sie startete für den KC Rapperswil-Jona in Rapperswil SG.
Müller gewann bei den Olympischen Sommerspielen 1996 in Atlanta zusammen mit Ingrid Haralamow, Daniela Baumer und Sabine Eichenberger die Silbermedaille im Kajak-Vierer der Frauen über 500 m.